# Revoluția Xinhai
Revoluția Revolution (chineză: 辛亥革命) sau Revoluția Hsin-hai, cunoscută ca Revoluția de la 1911 sau Revoluția Chineză, a fost o revoluție care a răsturnat ultima dinastie imperială din China (Dinastia Qing), în urma ei înființându-se Republica Chineză (ROC). Revoluția a fost denumită Xinhai (Hsin-hai), deoarece a avut loc în 1911, anul Xinhai (辛亥) o ramură din trunchiul ciclului sexagenar din calendarul chinezesc.
Revoluția a constat din mai multe revolte și răscoale. Punctul de cotitură a fost Revolta Wuchang de pe 10 octombrie 1911, drept rezultat al proastei Mișcări pentru Protecția Căilor Ferate. Revoluția s-a încheiat cu abdicarea Împăratului Dinastiei Qing Xuantong Puyi de șase ani, pe 12 febuarie 1912, care a pus capăt conducerii imperiale ce a durat mai bine de 2000 de ani și a pus bazele Republicii Chineze.
Revoluția a apărut în principal ca răspuns la declinul statului Qing, care s-a dovedit ineficient în eforturile sale de modernizare a Chinei și se confrunta cu agresiuni externe și a fost exacerbată de resentimentul etnic împotriva conducerii de către minoritatea manciuriană. Multe grupuri anti-Qing, cu sprijinul revoluționarilor chinezi aflați în exil, au încercat să răstoarne Dinastia Qing. Scurtul război civil care a urmat a fost încheiat printr-un compromis politic între Yuan Shikai, dictator militar al Dinastiei Qing și Sun Yat-sen, liderul Alianței Revoluționare Chineze. După ce Dinastia Qing a transferat puterea de la curte noii inființate republici, s-a format un guvern provizoriu de coaliție, care a fost creat împreună cu Adunarea Națională. Cu toate acestea, puterea politică a noului guvern național de la Beijing a fost curând după aceea monopolizată de Yuan și a dus la zeci de ani de diviziune politică și dictatură militară, inclusiv mai multe încercări de a restaura puterea imperială.
Taiwanul și Republica Populară Chineză se consideră succesorii legitimi ai Revoluții Xinhai și venerează idealurile revoluției, inclusiv a naționalismul, republicanismul, modernizarea Chinei și unitatea națională. Data de 10 octombrie este comemorată în Taiwan, fiind ziua națională a Republicii Chineze. În Hong Kong și Macau, această zi este sărbătorită ca Aniversarea Revoluției Xinhai.